# 메탈로스파에라 프루나에
메탈로스파에라 프루나에는 메탈로스파에라속에 속하는 한 종이다.